# Śniardwy
Śniardwy – największe jezioro w Polsce, w województwie warmińsko-mazurskim, w powiatach: mrągowskim i piskim, położone w Krainie Wielkich Jezior Mazurskich, w dorzeczu Pisy. Jest to jezioro polodowcowe. 

## Położenie
Nad brzegami jeziora leżą wsie: Popielno, Głodowo, Niedźwiedzi Róg, Okartowo, Nowe Guty, Zdęgowo i Łuknajno. Przez Śniardwy prowadzi szlak żeglugi mazurskiej. 
Jest to jezioro morenowe (moreny dennej), wytopiskowe, z ośmioma wyspami. Największe z nich to: Szeroki Ostrów, Czarci Ostrów, Wyspa Pajęcza i Kaczor. Z licznych zatok dwie południowe nazywane są jeziorami: Warnołty i Seksty. 
Śniardwy jest połączone z następującymi jeziorami: Tuchlin, Łuknajno, Mikołajskim, Roś, Białoławki i Tyrkło. Połączone systemem kanałów mazurskich, akwen ten tworzy Wielkie Jeziora Mazurskie.
Śniardwy znajduje się w dwóch powiatach: mrągowskim i piskim. Obszar jeziora należy do gminy Mikołajki (zachodnia część) i gminy Pisz (wschodnia część). Północno-wschodni brzeg jeziora należy do gminy Orzysz, a południowo-zachodni do gminy Ruciane-Nida.
Jest to jeden z nielicznych zbiorników, który posiada 2 odpływy powierzchniowe: Kanał Jegliński, prowadzący do jeziora Roś i rzekę Wyszkę, wpływającą do jeziora Białoławki. Oba cieki mają przepływ regulowany (śluzą, jazem).

## Hydronimia
Jezioro pojawia się w źródłach już w 1450 roku – początkowo jako Sperden (1450, 1455, 1576), a następnie: Speerden (1663), Spirding See (1663), Smarden (1748), Spirding See auch Schnardewie (1796), Spirdin oder Schnardewie-See (1836), Spirding See auch Schnardewic (1836), jeziora Smiardwego (1882), Śniardwy (1890). Według źródła z 1889 r. polskimi nazwami jeziora były Śniardwy oraz Śniardły, a niemieckimi Spirdingsee oraz Schardewie. Nazwę Śniardwy ustalono urzędowo w 1950 r.. Państwowy rejestr nazw geograficznych nie wymienia żadnych nazw obocznych.

## Morfometria
Według danych Instytutu Rybactwa Śródlądowego powierzchnia zwierciadła wody jeziora wynosi 113,4 km², natomiast A. Choiński, poprzez planimetrowanie na mapach 1:50 000, określił wielkość jeziora na 114,9 km². Jeziorna jednolita część wód powierzchniowych ma powierzchnię 110,4 km².
Średnia głębokość zbiornika wodnego to 5,8 m, a maksymalna – 23,4 m. Objętość jeziora wynosi 660 211,8 tys. m³. Maksymalna długość jeziora to 22,1 km, a szerokość 13,4 km. Długość linii brzegowej wynosi 97,2 km.
Według Atlasu jezior Polski (red. J. Jańczak, 1996) lustro wody znajduje się na wysokości  115,6 m n.p.m., natomiast według numerycznego modelu terenu udostępnionego przez Geoportal lustro wody znajduje się na wysokości  116,1 m n.p.m.

## Przyroda
Brzegi jeziora są stosunkowo niskie, zabagnione, oraz porośnięte sitowiem i tatarakiem, co czyni je trudno dostępnymi. Miejscami strefa sitowia osiąga szerokość 200 m. 

## Czystość i ochrona środowiska
Badania z 2020 roku zaliczyły wody jeziora do wód o dobrym stanie ekologicznym, co odpowiada II klasie jakości. Wskaźnikiem, który zadecydował o drugiej klasie, był stan fitoplanktonu, makrozoobentosu oraz ichtiofauny podczas gdy stan makrofitów oraz fitobentosu oceniono jako bardzo dobry. W tym samym roku stan chemiczny wód określono jako poniżej dobrego, a elementami przekraczającymi normę była zawartość rtęci i PBDE w tkankach ryb. Przeźroczystość wód została określona na 3,2 metra.
Cały obszar Śniardw znajduje się w Mazurskim Parku Krajobrazowym. Ponadto uzupełniającą formę ochrony stanowi obszar specjalnej ochrony ptaków „Puszcza Piska”, który także obejmuje cały obszar jeziora.

## Historia
W okresie od około V w. p.n.e. do XIII w. n.e. tereny wokół jeziora Śniardwy zamieszkiwali Galindowie. Następnie nad terenami panowało Państwo zakonu krzyżackiego, które od 1466 roku podporządkowane zostało Królestwu Polskiemu. W latach 1847–1849 zrealizowano budowę kanału łączącego Śniardwy z jeziorem Roś, był to impuls który sprawił, że już w połowie XIX wieku nad jeziorem pojawiły się pierwsze statki pasażerskie. W 1854 roku sprowadzony został parowiec Masovia. W 1857 roku na pokładzie parowca rejs odbył król Prus Fryderyk Wilhelm IV. Jezioro trafiło po raz pierwszy pod administrację Polską dopiero w 1945 roku. 
Ze względu na wielkość jeziora, pogoda nad jego wodami jest zmienna i charakteryzuje się silnymi wiatrami. Z powodu zmiennej pogody, wysokich fal oraz głazów ukrytych tuż pod powierzchnią wody, akwen jest niebezpieczny dla mniej wytrawnych żeglarzy. Nad wodami Śniardw miało miejsce kilka tragicznych wydarzeń. W 2006 roku w południowej części jeziora zatonął jacht co spowodowało śmierć jednej osoby. Rok później 21 sierpnia 2007, wiatr wiejący z prędkością dochodzącą do 130 km/h poprzewracał oraz zatopił wiele łodzi i spowodował śmierć co najmniej kilku osób. W 2012 roku dwóch wędkarzy utonęło, gdy załamał się pod nimi lód. Nad jeziorem miały miejsce również wypadki lotnicze, w 1997 roku wojskowy śmigłowiec runął w wody zbiornika co spowodowało śmierć dwóch żołnierzy. Rok później w wodach jeziora zginęło siedmioro członków rosyjskiej wycieczki. 